# Costigan Lake
Costigan Lake är en sjö i Kanada.   Den ligger i provinsen Saskatchewan, i den centrala delen av landet, 2 400 km nordväst om huvudstaden Ottawa. Costigan Lake ligger 542 meter över havet. Arean är 73 kvadratkilometer. Den sträcker sig 15,1 kilometer i nord-sydlig riktning, och 17,7 kilometer i öst-västlig riktning.
Trakten runt Costigan Lake är nära nog obefolkad, med mindre än två invånare per kvadratkilometer.